# Sympetrum
Sympetrum là một chi các loại chuồn chuồn có kích cỡ từ nhỏ đến vừa trong họ Libellulidae..
Hơn 50 loài chủ yếu sống ở vùng ôn đới của Bắc bán cầu; không có loài Sympetrum nào là loài bản địa Australia.
Hầu hết các loài sinh sống ở Bắc Mỹ bay vào cuối mùa hè và mùa thu, sinh sản trong ao và kiếm ăn trên đồng cỏ. Thông thường, chúng có màu vàng kim khi còn nhỏ, với những con đực trưởng thành và một số con cái trở nên đỏ tươi trên một phần hoặc toàn bộ cơ thể của chúng. Một ngoại lệ cho phối màu này là Sympetrum danae.

## Các loài
Chi này được ghi nhận có các loài sau:
- Sympetrum ambiguum (Rambur, 1842)[3]
- Sympetrum anomalum Needham, 1930
- Sympetrum arenicolor Jödicke, 1994
- Sympetrum baccha (Selys, 1884)
- Sympetrum chaconi De Marmels, 1994
- Sympetrum commixtum (Selys, 1884)
- Sympetrum cordulegaster (Selys, 1883)
- Sympetrum corruptum (Hagen, 1861)[3]
- Sympetrum costiferum  (Hagen, 1861)[3]
- Sympetrum croceolum (Selys, 1883)
- Sympetrum daliensis Zhu, 1999
- Sympetrum danae (Sulzer, 1776)[3][4]
- Sympetrum darwinianum Selys, 1883
- Sympetrum depressiusculum (Selys, 1841)[5]
- Sympetrum dilatatum (Calvert, 1892)
- Sympetrum durum Bartenev, 1916
- Sympetrum eroticum (Selys, 1883)
- Sympetrum evanescens De Marmels, 1992
- Sympetrum flaveolum (Linnaeus, 1758)[4]
- Sympetrum fonscolombii (Selys, 1840)[4]
- Sympetrum frequens (Selys, 1883)
- Sympetrum gilvum (Selys, 1884)
- Sympetrum gracile Oguma, 1915
- Sympetrum haematoneura Fraser, 1924
- Sympetrum haritonovi Borisov, 1983
- Sympetrum himalayanum Navás, 1934
- Sympetrum hypomelas (Selys, 1884)
- Sympetrum illotum (Hagen, 1861)[3]
- Sympetrum imitans Selys, 1886
- Sympetrum infuscatum (Selys, 1883)
- Sympetrum internum Montgomery, 1943[3]
- Sympetrum kunckeli (Selys, 1884)
- Sympetrum maculatum Oguma, 1922
- Sympetrum madidum (Hagen, 1861)[3]
- Sympetrum meridionale (Selys, 1841)[5]
- Sympetrum nigrifemur (Selys, 1884)[6]
- Sympetrum nigrocreatum Calvert, 1920
- Sympetrum nomurai Asahina, 1997
- Sympetrum obtrusum (Hagen, 1861)[3]
- Sympetrum orientale (Selys, 1883)
- Sympetrum pallipes (Hagen, 1874)[3]
- Sympetrum paramo De Marmels, 2001
- Sympetrum parvulum (Bartenev, 1912)
- Sympetrum pedemontanum (Müller, 1766)[4]
- Sympetrum risi Bartenev, 1914
- Sympetrum roraimae De Marmels, 1988
- Sympetrum rubicundulum (Say, 1840)[3]
- Sympetrum ruptum Needham, 1930
- Sympetrum sanguineum (Müller, 1764)[4]
- Sympetrum semicinctum (Say, 1840)[3]
- Sympetrum signiferum Cannings & Garrison, 1991
- Sympetrum sinaiticum Dumont, 1977[5]
- Sympetrum speciosum Oguma, 1915
- Sympetrum striolatum (Charpentier, 1840)[4]
- Sympetrum tibiale (Ris, 1897)
- Sympetrum uniforme (Selys, 1883)
- Sympetrum verum Bartenev, 1916
- Sympetrum vicinum (Hagen, 1861)[3][7]
- Sympetrum villosum Ris, 1911
- Sympetrum vulgatum (Linnaeus, 1758)[4][5]
- Sympetrum xiaoi Han & Zhu, 1997